# Локеш
Локеш (швед. Locash) — шведський комедійний серіал, показ якого відбувався на телевізійному каналі ZTV. Перший сезон показали навесні 2008 року. У вересні 2008 року почався показ другого сезону. Навесні 2009 року на ZTV вийшов третій сезон. Усі сезони складалися з 8 епізодів.

## Сюжет
Події серіалу розгортаються навколо пригод футбольного хулігана Тоббе та виконавиці хіп-хопа Какан, які живуть у південному передмісті Стокгольма, намагаючись пройти життям якомога вільніше та дешевше.

## Актори
- Какан Херманссон[sv] — Какан
- Тоббе Бергволл — Тоббе

### Запрошені актори
- Габріель Оденхаммар[sv] — Бультен, 2 сезон
- Ділнарін Демірбаг — Ді, 1 і 2 сезон
- D-Flex[sv] — самого себе, 1 сезон
- Феліпе Лейва Венгер[sv] — Лілла Аль-Фаджі, 2 сезон